# Kilometraż rzeki
Kilometraż rzeki – liczona zazwyczaj od ujścia w górę rzeki, mierzona w kilometrach, długość rzeki.
W miejscu ujścia znajduje się kilometr zero rzeki.
- Na Wiśle kilometr zerowy znajduje się u ujścia Przemszy w Gorzowie (powiat oświęcimski), kilometraż liczony jest w górę i dół rzeki.
- Na Odrze kilometr zerowy znajduje się u ujścia Opawy w Ostrawie, kilometraż liczony jest w górę i dół rzeki.